# 陳文山 (地質學家)
陳文山（Wen-Shan Chen，1957年—），台灣地質學家，高雄市人。曾教於國立臺灣大學地質學系並曾任系主任。2022年7月退休。

## 經歷
陳文山於1957年生於高雄市。大學到博士都就讀於國立臺灣大學地質學系。於1981年獲得學士學位、1985年獲得碩士學位、1988年獲得博士學位。之後留在地質學系任教至今並曾任系主任。

## 研究
陳文山的研究興趣有造山帶與前陸盆地的成因、第四紀的沈積層序、地震地質、活動斷層。研究方向有台灣西部前陸盆地的沈積層序，以及配合地形學以及槽溝挖掘探討斷層的活動特性的地震地質學。
研究區域以台灣西部前陸盆地與褶皺造山帶地區為主，以及中國東南地區古生代至中生代的構造環境。2000年之後則以台灣的地震地質研究為主題。

## 著作
- 《臺灣東部海岸山脈地質》，陳文山、王源，經濟部中央地質調查所，1996年5月1日，ISBN 9789570069785
- 《岩石入門》，陳文山，遠流出版，1997年1月20日，ISBN 9789573231479
- 《台灣1億5000萬年之謎》，陳文山，遠流出版，2000年9月15日，ISBN 957324151X
- 《恆春半島深度旅遊》，陳文山、周明雄、李可合著，遠流出版，2000年10月1日，ISBN 9789573241430
- 《臺灣的生痕化石》，陳文山，經濟部中央地質調查所，2003年12月1日，ISBN 9570046694
- 《台灣的地景百選》，林俊全、齊士崢、劉瑩三、陳文山、李建堂，行政院農業委員會林務局，2010年7月1日，ISBN 9789860241792
- 《一切，因為造山》，陳文山、林俊全、齊士崢、劉瑩三、李建堂、李光中，行政院農業委員會林務局，2011年9月，ISBN 9789860291162
- 《臺灣地質概論》，陳文山、俞何興、俞震甫、鍾孫霖、林正洪、林啟文、游能悌、吳逸民、王國龍，財團法人中華民國地質學會，2016年5月，ISBN 9789869298001

並有百餘篇期刊論文

## 外部連結
- 臺大地質系介紹陳文山 （页面存档备份，存于）
- 陳文山個人網頁（阿山的地科研究室） （页面存档备份，存于）
- 遠流出版社介紹陳文山 （页面存档备份，存于）

1. ↑  . web.gl.ntu.edu.tw.   [2022-09-18]. （原始内容存档于2022-09-21） （中文（臺灣））.